# 羅日尼 (列季奇夫區)
49°30′4″N 27°39′44″E / 49.50111°N 27.66222°E
羅日尼（烏克蘭語：Рожни）是位於烏克蘭西部的村莊，由赫梅利尼茨基州裡赫梅利尼茨基區的萊蒂奇夫市鎮負責管轄。該村面積1.17平方公里，海拔高度279米，2001年該村落人口300。